# Schweiggeria fruticosa
Schweiggeria fruticosa Spreng. – gatunek roślin z rodziny fiołkowatych (Violaceae). Występuje endemicznie w Brazylii – w stanach Espírito Santo, Rio de Janeiro, São Paulo oraz Paraná. 

## Morfologia
PokrójZimozielony krzew dorastający do 1–2 m wysokości.
LiścieBlaszka liściowa ma kształt od lancetowatego do owalnie lancetowatego. Mierzy 1–4,7 cm długości oraz 0,6–1,7 cm szerokości, jest piłkowana na brzegu, ma zbiegającą po ogonku nasadę i tępy wierzchołek. Przylistki są od owalnych do lancetowatych, nietrwałe i osiągają 1–2 mm długości. Ogonek liściowy jest nagi.
KwiatyPojedyncze, wyrastające z kątów pędów. Mają działki kielicha o kształcie od owalnego do równowąsko lancetowatego i dorastające do 2–6 mm długości. Płatki są od eliptycznych do odwrotnie jajowatych, mają białą barwę oraz 2–5 mm długości, płatek dolny jest odwrotnie sercowaty, dwuklapowy, z purpurowymi żyłkami.
OwoceTorebki mierzące 5-7 mm długości, o kształcie od jajowatego do elipsoidalnego.

## Biologia i ekologia
Rośnie w lasach. 